# Isola Elf
Elf (in aleutino Sadan-tanax) è un'isola disabitata delle isole Andreanof, nell'arcipelago delle Aleutine, e appartiene all'Alaska (USA). Si trova al largo della costa sud-est dell'isola di Adak; Elf è lunga 3,2 km.